# تاتو (روستا)
تاتو (به ارمنی: Տաթև) یک روستا در ارمنستان است که در استان سیونیک واقع شده‌است.  در  کیلومتری جنوب کاپان، مرکز استان سیونیک واقع شده است.

## خصوصیات
تاتو ۶۵٫۷۳ کیلومترمربع مساحت و ۸۶۴ نفر جمعیت دارد و در ارتفاع  متر بالاتر از سطح دریا قرار گرفته است.

## جاذبه‌های تاریخی

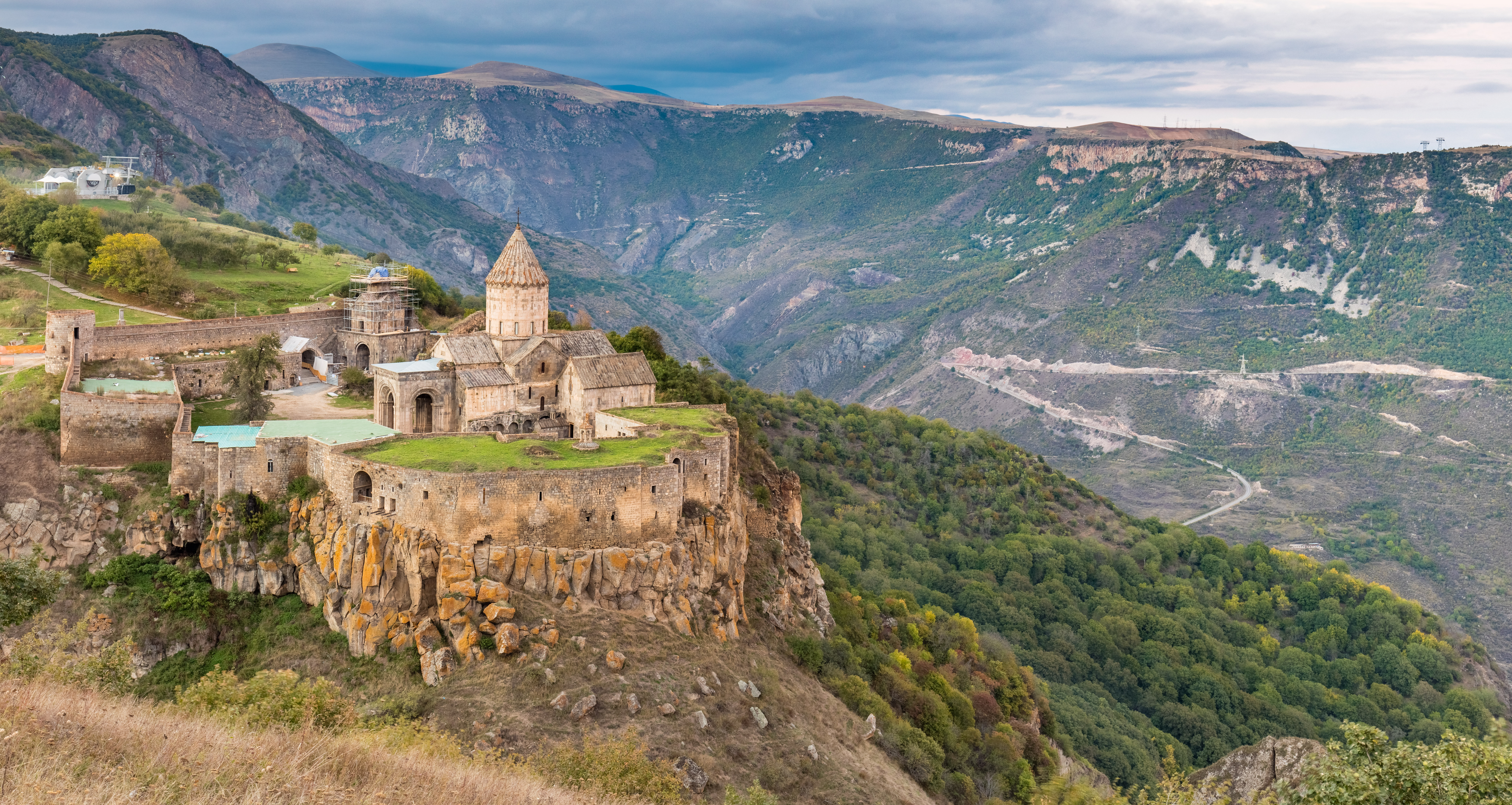
نگاره‌ای پهن از صومعهٔ تاتِو که در ۲۵۰ کیلومتری جنوب شرقی ایروان، در نزدیکی وستای تاتو در استان سیونیک واقع شده‌است. صومعه تاتِو، مجموعه‌ای متشکل از سه کلیساست. این صومعه در سال ۱۹۹۵ میلادی به عنوان میراث جهانی یونسکو به‌ثبت رسید.

- صومعهٔ تاتِو